# Солнечный (Марий Эл)
Со́лнечный — посёлок в Советском районе Республики Марий Эл России.

## Местоположение
Поселок Солнечный находится на расстоянии 28 км от посёлка Советский в юго-восточном направлении. Центр одноименного сельского поселения.

## История военного городка
С 1967 по 1978 год Солнечный сельсовет входил в черту Йошкар-Олы и административно подчинялся городской администрации.
С 1961 по 1978 год здесь была запретная зона военных.
В 1978 году Солнечный сельсовет из административного подчинения Ленинского райсовета Йошкар-Олы был передан в состав Советского района.

## Инфраструктура
В посёлке работают средняя школа, детсад, дом культуры, баня, магазины, участковая больница (в состав которой входит: поликлиника на 100 посещений в смену, стационар расположен на втором этаже, есть терапевтическое отделение на 25 и детское отделение — на 10 коек). Лечат не только жителей поселков Солнечный и Голубой, но и жителей всего района.
Ближайшие населенные пункты:
- Ясный — 3 км[4]
- Зелёная Роща — 5 км[5]
- Луговой − 7 км[6]

## Статистика
По состоянию на 1 января 2003 года в поселке проживали 1638 человек. Основное население составляют мари, но поскольку жители переселились из других мест, то в поселке проживают:
- русские,
- украинцы,
- белорусы,
- армяне,
- азербайджанцы,
- узбеки

и люди других национальностей.
Жилищный фонд посёлка составляет 629 квартир. Жильё благоустроенное, имеются:
- централизованное отопление и горячее водоснабжение,
- водопровод,
- газ (привозной, сжиженный),
- канализация.

Дороги имеют асфальтовое покрытие.
Большинство трудоспособных жителей сельсовета работает в:
- Учреждении ОШ 25/5 — 247 человек,
- Республиканской психо-туберкулезной больнице — 176 человек,
- Филиале завода ММЗ — 70 человек,
- Солнечной средней школе — 42 человека[7].

| Год  | Кол-во браков | Рождаемость | Смертность |
| ---- | ------------- | ----------- | ---------- |
| 2001 | 26            | 39          | 24         |
| 2002 | 36            | 15          | 16         |